# Paris–Hénin Liétard
Das Straßenradrennen Paris–Hénin Liétard war ein französischer Radsportwettbewerb für Berufsfahrer, der als Eintagesrennen von 1928 bis 1936 von Paris nach Hénin Liétard im Département Pas-de-Calais veranstaltet wurde. Das Rennen hatte neun Austragungen.

## Palmarès
- 1928  Jérôme Declercq
- 1929  Joseph Wauters
- 1930  Joseph Wauters
- 1931  Henri Bergerioux
- 1932  Michel Catteeuw
- 1933  Raymond Horner
- 1934  Louis Thiétard
- 1935  Aimé Lievens
- 1936  Albert Rosseel